# Bruce Cohen
Bruce Cohen, né le 23 septembre 1961, est un producteur de cinéma américain.

## Filmographie partielle
- 1991 : Hook ou la Revanche du capitaine Crochet (Hook)
- 1993 : Les Survivants
- 1994 : La Famille Pierrafeu
- 1995 : Extravagances
- 1997 : La Souris
- 1999 : American Beauty
- 2000 : Les Pierrafeu à Rock Vegas
- 2003 : Bye Bye Love
- 2003 : Big Fish
- 2004 : Mémoire effacée
- 2007 : The Nines
- 2008 : Harvey Milk
- 2012 : Silver Linings Playbook de David O. Russell
- 2015 : Bleed for This de  Ben Younger
- 2023 : Rustin de George C. Wolfe
- 2024 : Blink Twice de Zoë Kravitz